# 中町 (世田谷區)
中町（日语：／ Nakamachi */?）是東京都世田谷區的地名。現行行政地名為中町一丁目至五丁目。郵遞區號158-0091。

## 地理
位於世田谷區南部，屬玉川地域。北鄰用賀，東北接深澤，東南連等等力，南通野毛，西臨上野毛。
用賀中町通沿線為商店街。町域內主要為住宅地。

## 歷史

### 地名由來
江戶時代初期，此地名為「野良田」。「野良」意為荒蕪的原野，因此「野良田」即為荒蕪原野的田地。1932年（昭和7年），因居民認為「野良田」有農村的含意，決定依其位於玉川地域中央而更名為玉川仲町。1969年（昭和44年）實施住居表示，改為現行的「中町」。「中町」單純是指地理上的「中央地區」。

### 等等力聚落（等等力Siedlung）
1935年（昭和10年）3月，雜誌《國際建築》發表「等等力聚落」（等等力Siedlung，等々力ジードルンク）計畫。以建築師藏田周忠、久米權九郎為中心，將在目黑蒲田電鐵於中町一丁目等等力溪谷西側的所有地建造31戶的戶建住宅團地，靈感來自於1927年（昭和2年）司徒加特舉行的魏森霍夫住宅展（Weissenhofsiedlung）。本計畫企圖在大都市近郊建造統一感的近代住宅區，然而因為困難重重，最後僅4戶完工。

## 交通

### 鐵路
町內沒有鐵路車站，可利用東急大井町線上野毛站、等等力站，東急田園都市線用賀站。

### 巴士
- 上野毛站往目黑站、二子玉川站、田園調布站、千歲船橋
- 等等力站往東京站、目黑站、玉堤、祖師谷大藏站、成城學園前站、澀谷站
- 用賀站往關東中央醫院、美術館、祖師谷大藏站、成城學園前站、世田谷區民會館、田園調布站、等等力操車所、瀨田營業所、惠比壽站、三谷

### 道路
- 駒澤通

## 設施
- 玉川警察署
- 玉川消防署
- 世田谷中町郵便局
- 日本體育大學和泉校舍
- 玉川中學校
- 玉川小學校
- 中町小學校
- 中町幼稚園
- 中町保育園
- 天祖神社
- 金剛寺

## 備註
1. ↑  平成25年（2013年）の世田谷区の町丁別人口と世帯数 - 世田谷区
2. ↑  三浦展　「東京高級住宅地探訪」　晶文社，2012年11月